# ISO 3166-2:GW
Kódy ISO 3166-2 pro Guineu-Bissau identifikují 3 provincie, 8 regionů a 1 samosprávný okruh hlavního města (stav v roce 2015). První část (GW) je mezinárodní kód pro Guineu-Bissau, druhá část sestává z dvou písmen identifikujících region nebo jednoho písmene v případě provincií.

## Seznam kódů
```
GW-BA region Bafatá (
Bafatá
)
GW-BL region Bolama (
Bolama
)
GW-BM region Biombo (
Quinhámel
)
GW-BS samosprávný okruh 
Bissau

GW-CA region Cacheu (
Cacheu
)
GW-GA region Gabú (
Gabú
)
GW-OI region Oio (
Farim
)
GW-QU region Quloara (
Buba
)
GW-TO region Tombali (
Catió
)
GW-L Východní provincie
GW-N Severní provincie
GW-S Jižní provincie
```